# Zebra Technologies
A Zebra Technologies (NASDAQ: ZBRA, B3: Z1BR34) é uma empresa dos Estados Unidos de produção de impressoras térmicas, RFID, e de etiquetas de códigos de barras, localizada em Vernon Hills, Illinois.